# 04式歩兵戦闘車
04式歩兵戦闘車（中国語：04步兵战车）は、中華人民共和国で開発された水陸両用の歩兵戦闘車。

## 概要
04式歩兵戦闘車は86式歩兵戦闘車の後継車両として開発された。2009年に行われた建国60周年記念パレードで初めて公開された。

## 開発経緯
1986年に正式採用された86式歩兵戦闘車はBMP-1のフルコピー品であったものの、中国が初めて運用する本格的な歩兵戦闘車であった。しかし、コピー元のBMP-1は20年ほど前に実用化された旧式兵器であり、開発元であるソビエト連邦では改良型のBMP-2が運用され、その後継車両であるBMP-3も一部の部隊での運用が開始していた。そのため86式は制式採用された時点ですでに陳腐化していた。
1990年代、中国人民解放軍陸軍は、第三次台湾海峡危機における軍事紛争に備え、86式の後継となりうる新型歩兵戦闘車の開発を計画した。その際関係を回復したロシアからもたらされたBMP-3の技術が導入されたといわれている。1998年に国から正式なプロジェクトとして認められ、2004年の7年間に技術実証車両、試作車両、量産車の開発に成功した。

## 設計

### 武装
04式はBMP-3の武装配置を踏襲している。
主砲の100mm低圧砲はBMP-3に搭載されている2A70と同型である。自動装填装置を装備しており、一分間に10発程度の発射速度を有しており、射程4,000m程度の破片効果榴弾（FRAG HE）や、軽装甲目標用のAPFSDS弾を発射することが可能である。
また、9M117の技術を基に開発されたGP-2砲発射式対戦車ミサイルを主砲から発射することが可能である。
主砲の同軸にロシア製の2A72を基に開発された99式30mm機関砲とPKMTのコピーである86式同軸機銃を装備している。

### 車体
車体は中国が独自に新規で開発したものを使用した。車体前部に670馬力のディーゼルエンジンを搭載し、車体後部に兵員室には歩兵7名を収容することが可能であり、乗降用の扉が設置されている。
ただこの戦闘車、BMP-3と異なりエンジンルームを前方に配置したため満載すると水上航行時のバランスが悪いとの指摘もある。
通常、兵員輸送は０５式歩兵戦闘車が担当し、この戦闘車は主に軽戦車として火力支援を担当しているようである。

## 派生型
04式歩兵戦闘車
基本型。
04A式歩兵戦闘車
改良型。車体前面と側面に増加装甲を取り付け、30mm口径弾に耐えられるようになった。その代償として重量が約4t増加し、河川などの水上航行は可能であるものの、海での水上航行が不可能になっている。
07式122mm自走榴弾砲
本車の車体をベースに開発された自走砲。
VN-11
輸出用歩兵戦闘車。新型の爆発反応装甲を装着している。
04式装甲救急車
VN-12
04A式をベースに開発された輸出用歩兵戦闘車。

## 採用国
- 中華人民共和国
  -  中国人民解放軍陸軍: 2021年時点で2,950両以上が運用中。04式400両、04式HJ-8装備型450両、04A式1900両、04A式HJ-10装備型200両、その他派生型は不明[7]。